# Verso di arte maggiore
Nella metrica spagnola il verso di arte maggiore (verso de arte mayor) è un verso che comprende più di otto sillabe (nove o più), in contrapposizione al verso di arte minore (verso de arte menor). 
Attualmente questa è la definizione più abituale, ma fino al secolo XIX la frontiera tra arte maggiore e minore oscillava tra otto e dieci sillabe. Otto sillabe sembra essere la estensione media del gruppo fonico castigliano. Stilisticamente, il verso de arte mayor sembra essere quello appropriato per i temi gravi, oltre che venire utilizzato più nella lirica colta che in quella popolare. È più facile lavorare l'accento ritmico nei versi de arte mayor.
Oltre al verso di arte maggiore parliamo anche del piede di arte maggiore (pie de arte mayor)